# Bettina Breiteneder
Bettina Breiteneder (* 6. September 1970 in Wien) ist eine österreichische Unternehmerin. Sie ist im Bereich der Immobilienwirtschaft tätig und gilt in der Öffentlichkeit als Milliardärin.

## Eltern
Breiteneder ist Tochter von Hannelore und Johann Breiteneder. Letzterer war als Immobilien-, besonders auch als Garagenunternehmer, tätig.

## Ausbildung
Sie besuchte das Neusprachliche Gymnasium St. Ursula in Wien und schloss dieses im Jahr 1989 mit der Matura ab. Anschließend studierte sie Betriebswirtschaftslehre an der Wirtschaftsuniversität Wien. Ihre Sponsion zur Magistra erfolgte 1994.
Sie übte Praktika bei Hypo Vereinsbank München und dem Bankhaus Steinhauslin Florenz aus.
Anschließend erwarb sie Zertifikate und Berufsberechtigungen als Geprüfter Immobilienmakler und -verwalter, Versicherungsmakler, als Konzessionierter Bauträger sowie als Unternehmensberaterin.
Darüber hinaus ist sie Member of Royal Institution of Chartered Surveyors, MRICS.

## Berufliches

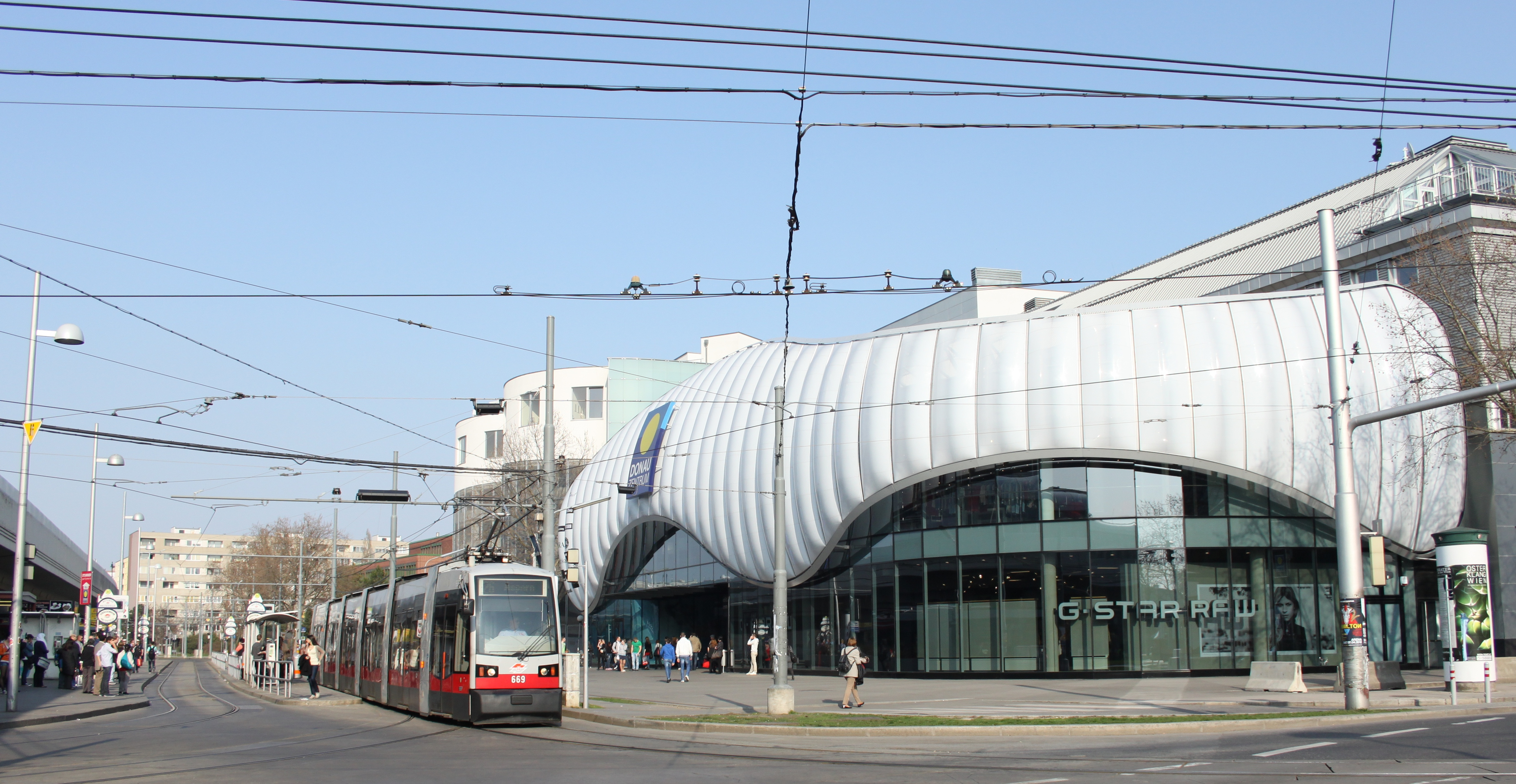
Donauzentrum in Wien-Kagran

Breiteneder ist seit 1993 in der familieneigenen Unternehmensgruppe, BIP Breiteneder Immobilien Parking, tätig. Darüber hinaus war und ist sie Mitglied zahlreicher Aufsichtsräte.
Sie ist Vorstand der DZ - Donauzentrum Besitz- und Vermietungs AG.

## Vermögen
Österreichische Medien bezeichnen sie vielfach als Milliardärin und beziffern ihr Vermögen mit 1,4 bis 1,6 Milliarden Euro.

## Privates
Breiteneder gibt als Hobbys Golf, Schifahren und Langlaufen an.

## Politisches
Der Name von Breiteneder wird im Kommuniqué des parlamentarischen Untersuchungsausschusses zur Klärung von Korruptionsvorwürfen als Mitglied von Treffen genannt, die im Zusammenhang mit Korruptionsvorwürfen standen Vorwürfe gegenüber Breiteneder wurden nicht erhoben.

## Auszeichnungen
- Silbernes Ehrenzeichens der Republik Österreich (2. April 2019)[7]

## Publikationen
- Bettina Breiteneder: Entwicklungstendenzen des Bankwesens in Osteuropa und seine Bedeutung im Transformationsprozeß von der Planwirtschaft zur Marktwirtschaft. 1994. Enthalten in: Talenta '94; Fritz Scheuch (Hrsg.)
- Bettina Breiteneder: Entwicklung des Bankenwesens in Osteuropa und dessen Bedeutung im Transformationsprozeß von der Planwirtschaft zur Marktwirtschaft. Hochschulschrift. Wirtschaftsuniversität Wien. 1994